# Love's Crucible
Love's Crucible er en amerikansk stumfilm fra 1916 af Emile Chautard.